# Le Roi des dollars
Le Roi des dollars je francouzský němý film z roku 1905. Režisérem je Segundo de Chomón (1871–1929). Film trvá zhruba 2 minuty.

## Děj
Film zachycuje kouzelníkovu ruku, která necháva objevit nebo zmizet zlaté mince. Ty nakonec vhodí do misky, ke které se nakloní hlava pomocníka, z jehož pusy začnou při plácání na čelo padat další mince. Na závěr kouzelníkovy ruce všechny mince trikem seberou a zmizí.